# الاتحاد الدولي للروبوتات
الاتحاد الدولي للروبوتات (IFR) منظمة مهنية غير هادفة للربح تأسست في عام 1987 في فرانكفورت، ألمانيا لتشجيع وتطوير صناعة الروبوتات في جميع أنحاء العالم.

## الأنشطة

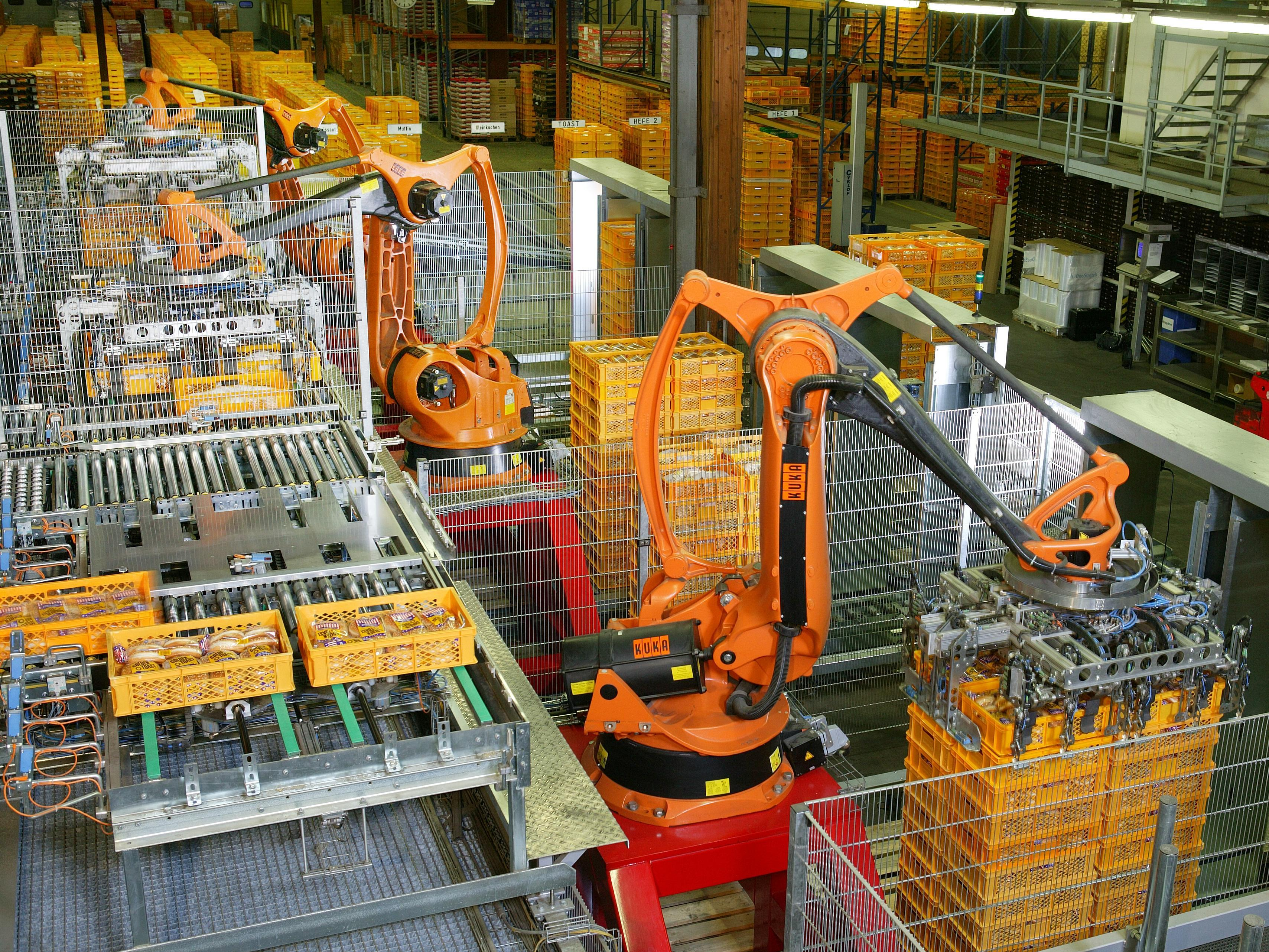
أنظمة أتمتة داخل مصنع كيوكا للروبوتات لنقل المنتجات الغذائية مثل الخبز والخبز المحمص في مخبز في ألمانيا

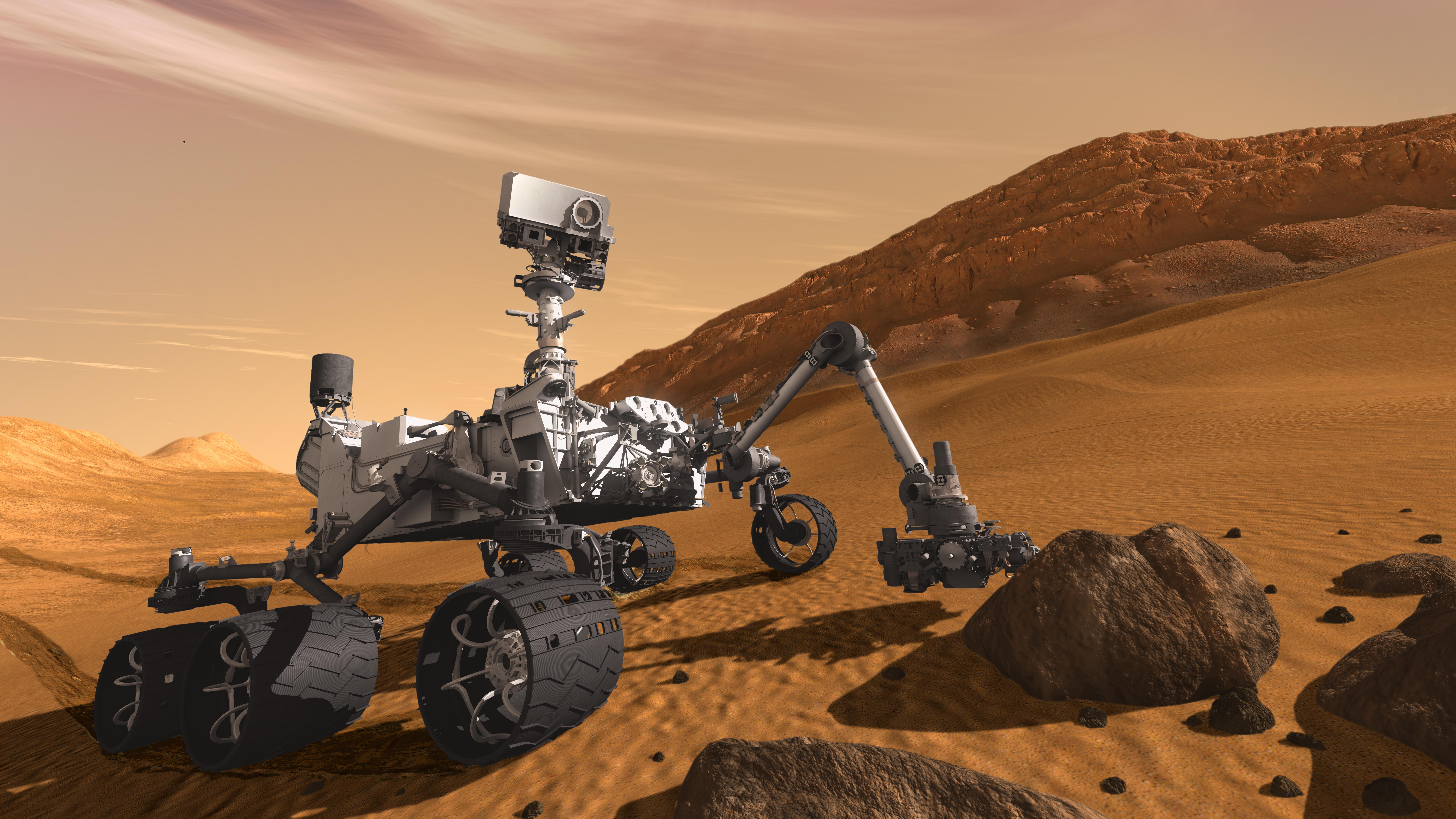
مارس روفر مثال عن روبوتات الخدمة المتنقلة

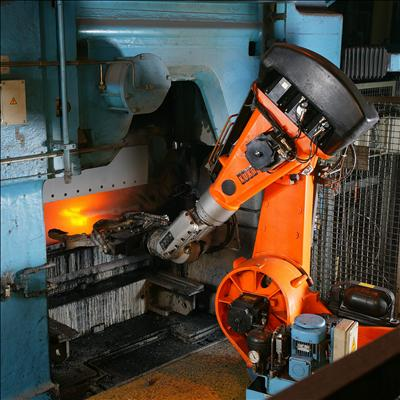
روبوت صناعي مفصلي مستخدم في صناعة السباكة.

يهدف الاتحاد الدولي للروبوتات إلى تعزيز سبل البحث والتطوير والاستخدام والتعاون الدولي في مجال الروبوتات سواء كانت روبوتات صناعية أو روبوتات خدمية. الاتحاد هو المنسق الرسمي الحالي للندوة الدولية للروبوتات (ISR) إحدى أقدم المؤتمرات لأبحاث الروبوتات والتي تأسست في عام 1970.
يهتم الاتحاد بنشر دراسة عن كل ما هو جديد في هذا المجال كل عام. تحتوي تلك الدراسة على بيانات إحصائية مفصلة لما يقرب من 50 دولة مصنفة حسب مجال التطبيقات، فروع الصيانة، أنواع الروبوتات والمتغيرات التقنية والإقتصادية لكل بلد.
يقدر الاتحاد أن عدد المبيعات قد وصل إلى أكثر من 225,000 روبوت خلال عام 2014 بزيادة قدرها 27% عن عام 2013. حافظت الصين على مركزها كأكبر وجهة سوقية للروبوتات الصناعية في عام 2013 و 2014، حيث تم بيع 56,000 روبوت بزيادة مقدارها 54% عن العام السابق.

## الأعضاء
حاليا، يشترك بالاتحاد أغلب موردي الروبوتات الصناعية مع 12 رابطة وطنية كأعضاء نشيطين وممثلين للاهداف الاتحاد داخل بلادهم كمنظمة RIA في الولايات المتحدة، JARA في اليابان، TAIROA في تايوان، VDMA في ألمانيا، SIRI في إيطاليا و AERATP في أسبانيا.
توجد قائمة كاملة بالأعضاء على الموقع الإلكتروني الخاص بالمؤسسة.
| البلد            | الأعضاء                                        | الموقع                                                             |
| ---------------- | ---------------------------------------------- | ------------------------------------------------------------------ |
| إسبانيا          | جمعية الروبوتات الاسبانية (AER)                | https://web.archive.org/web/20151020071418/http://www.aeratp.com/  |
| المملكة المتحدة  | جمعية الأتمتة والروبوتات البريطانية (BARA)     | http://www.bara.org.uk                                             |
| الصين            | الرابطة الصينية للصناعات الروبوتية (CRIA)      | http://cria.mei.net.cn/                                            |
| الدنمارك         | الرابطة الدنماركية للصناعات الروبوتية (DIRA)   | http://www.dira.dk                                                 |
| اليابان          | الرابطة اليابانية للصناعات الروبوتية (JARA)    | http://www.jara.jp                                                 |
| الولايات المتحدة | رابطة الصناعات الروبوتية (RIA)                 | http://www.robotics.org                                            |
| روسيا            | الرابطة الروسية للصناعات الروبوتية (RAR)       | http://www.robotunion.ru                                           |
| إيطاليا          | الرابطة الإيطالية للصناعات الروبوتية (SIRI)    | http://www.robosiri.it                                             |
| السويد           | الرابطة السويدية للصناعات الروبوتية (SWIRA)    | http://www.swira.se                                                |
| فرنسا            | الرابطة الفرنسية للصناعات الروبوتية(SYMOP)     | http://www.symop.com                                               |
| تايوان           | الرابطة التايوانية للصناعات الروبوتية (TAIROA) | http://www.tairoa.org.tw                                           |
| ألمانيا          | الرابطة الألمانية للصناعات الروبوتية (VDMA)    | https://web.archive.org/web/20080828060455/http://www.vdma.org/r+a |

## الهيكل التنظيمي
يتضمن الهيكل التنظيمي للاتحاد الدولي للروبوتات الهيئات التالية.

### الجمعية العمومية
الجمعية العامة هي الهيئة العليا للاتحاد التي تحدد السياسة العامة التي يتبعها الاتحتد، تتكون الجمعية من المندوبين المعينين من كلا من الجمعيات الوطنية، لجنة موردي الروبوت ولجنة البحوث.

### المجلس التنفيذي
يتكون المجلس التنفيذي للاتحاد من خمسة عشر عضواً كحد أقصى:
- أحد عشر عضو يمثلون المناطق الجغرافية أمريكا الشمالية، أوروبا، آسيا وبقية العالم بما في ذلك الرئيس ونائب الرئيس.
- ممثلان عن لجنة موردي الروبوت.
- ممثلان عن لجنة البحوث.

### الإدارة الإحصائية
تنشر الإدارة الإحصائية التقرير السنوي تحت اسم روبوتات العالم. تدعم جمعيات الروبوتات الوطنية القسم الذي يستضيفه الاتحاد الألماني VDMA للروبوتات واتحاد الأتمتة.

### لجنة موردي الروبوتات
تمثل هذه اللجنة مصالح صناعة الروبوتات في جميع أنحاء العالم، توفر اللجنة الدعم اللازم للإدارة الإحصائية الخاصة بالاتحاد حيث توفر لها بيانات سوق الروبوتات العالمية. كما تعقد اجتماعين على الأقل كل عام بالتزامن مع معارض الروبوتات.
ترشح اللجنة ست أعضاء كحد أقصى كممثلين يحق لهم التصويت داخل الجمعية العامة، يتم انتخاب اثنين من هؤلاء السنة من قبل الجمعية العامة للمجلس التنفيذي.

### مجموعة روبوتات الخدمة
في 9 أكتوبر 2002، تم تأسيس مجموعة روبوتات الخدمة، مجموعة مفتوحة لكل الشركات المهتمة بصناعة روبوتات الخدمة. وصفت المجموعة الروبوت بالتالي:
«إن الروبوت الخدمي هو روبوت يعمل بشكل شبه كامل أو مستقل بشكل كامل لتنفيذ خدمات مفيدة لرفاهية البشر والمعدات باستثناء عمليات التصنيع».

### لجنة البحوث
تتكون هذه اللجنة من أعضاء معاهد البحث والتطوير، يتم انتخاب رئيس اللجنة وخمس أعضاء بحد أقصى لكي يتم إرسالهم إلى الجمعية العامة كممثلين لهم حق التصويت.
تقع على عاتق اللجنة مسؤولية تطوير وتعزيز الندوة الدولية حول علم الروبوتات (ISR). تجتمع لجنة الأبحاث سنويًا خلال الندوة.

## شخصيات رئيسية
- رئيس مجلس الإدارة: جو جيما (عن شركة كيوكا للروبوتات).
- السكرتير العام والإحصائي: جودرون ليتزينبرجر.
- رئيس لجنة الأبحاث: ألكسندر فيرل (عن جمعية فراونهوفر).
- رئيس مجموعة روبوت الصناعية: أندرياس باور (عن شركة كيوكا للروبوتات).
- رئيس مجموعة خدمة الروبوتات: مارتن هيجلي (عن جمعية فراونهوفر).[5]

## وصلات خارجية
- الاتحاد الدولي للروبوتات.
- قسم الإحصائيات- الاتحاد الدولي للروبوتات.

فيديوهات
- الصفحة الرسمية للاتحاد على اليوتيوب.
- نهضة الروبوتات الخدمية- إيريكا.